# 阿爾伯特·霍爾克拉
阿爾伯特·霍爾克拉·弗爾蒂亞（Albert Jorquera Fortià，1979年3月3日—）是一名西班牙足球運動員，擔任守門員，曾效力西甲球會巴塞隆拿，現已退役。

## 榮譽
- 歐洲冠軍聯賽：2005-06
- 西甲：2004-05、2005-06
- 西班牙超級盃：2005年、2006年
- 加泰羅尼亞盃：2004-05、2006-07

## 外部連結
- 巴塞隆拿 佐基拉檔案 （页面存档备份，存于）
- 西甲 佐基拉數據 （页面存档备份，存于） （西班牙文）
- 歐冠 佐基拉數據 （页面存档备份，存于）